# مندوكة مصغرة
مندوكة مصغرة (الاسم العلمي: Manduca reducta) هي نوع من الحشرات تتبع جنس المندوكة من فصيلة العثث الأبو الهول.